# Spilosoma sinensis
Spilosoma sinensis är en fjärilsart som beskrevs av Bang-haas 1936. Spilosoma sinensis ingår i släktet Spilosoma och familjen björnspinnare. Inga underarter finns listade i Catalogue of Life.